# 野中正造
野中 正造（のなか まさぞう、1905年〈明治38年〉7月25日 - 2019年〈平成31年〉1月20日）は、日本のスーパーセンテナリアン。北海道足寄町在住であった長寿の男性。2016年10月以降より存命する日本最高齢男性、2018年1月29日以降より存命する世界最高齢男性となっていた。

## 人物
1905年、足寄町上利別にて野中温泉の創業者である父・益次郎（現在の富山県中新川郡立山町から北海道に入植）と母・キヨの間に生まれる。畑作との兼業で温泉を運営し、111歳の時点でなお温泉にて家族と暮らしており、1日3回の食事をとるほか、新聞も毎日読んでいた。長寿の秘訣について、野中は新聞社の取材に「温泉のおかげ」と語っている。
2016年10月29日、吉田正光が死去したことで、存命する日本男性最高齢の人物となったことが同年12月14日に厚生労働省より認定された。なお吉田の死が報道されたのは翌日の12月15日のことであった。
2018年7月25日、113歳を迎えた。日本の男性としては木村次郎右衛門以来8年ぶりのことであった。
2019年1月20日1時半頃、北海道足寄町茂足寄にある自宅にて113歳179日で睡眠中に死去。

## 世界最高齢の男性
2017年8月11日、イスラエル・クリスタルが113歳330日で死去し、野中正造が世界最高齢の男性となった。同年8月7日に野中がGRGの長寿者リストに追加されてから僅か4日後のことであった。
GRGによる男性世界一認定後も、スペイン在住のフランシスコ・ヌニェス・オリベラが7ヶ月ほど早い1904年12月13日生まれとされ、世界最高齢の男性と報道されていた（なお、記事の時点では、スペインにはオリベラを超える113歳と111歳の二人の女性がいると報道されている。）。オリベラの正確な年齢については、スペイン内戦でビエンベニダ村の公文書保管所の大半が破壊されたため把握することは難しく、GRGはオリベラの生存時には長寿記録を認定しなかった。オリベラは2018年1月29日に113歳47日で死去し、2日後の同年1月31日に生年月日が1904年12月13日であったとして認定されたため、結果、その時点で112歳188日の野中正造が、正式に長寿男性世界一となった。
野中没後の世界最高齢男性については、1905年10月15日にドイツで生まれたグスタフ・ゲルネートとする説があったが、記録が認定されないまま2019年10月21日に114歳6日で死去。その結果、渡邉智哲が2020年2月12日に世界最高齢男性としてギネス・ワールド・レコーズ社より認定されたが、後にドミニカ共和国のトーマス・ピナレス・フィゲレオ（1906年3月31日 - 2020年9月24日）の記録が認定された。

## 記録
| 記録                                  | 記録                                                    | 記録                                |
| ------------------------------------- | ------------------------------------------------------- | ----------------------------------- |
| 先代 フランシスコ・ヌニェス・オリベラ | 存命男性のうち世界最高齢 2018年1月29日 - 2019年1月20日  | 次代 トーマス・ピナレス・フィゲレオ |
| 先代 吉田正光                         | 存命男性のうち日本最高齢 2016年10月29日 - 2019年1月20日 | 次代 渡邉智哲                       |